# Ronjenje sa bocom
Ronjenje sa bocom ili skuba dajving je boravak ispod površine mora, jezera, reka i drugih vodotokova sa opremom za disanje pod vodom u svrhu spašavanja, lova, rekreacije ili vojne svrhe. Skuba dajving (engl. Scuba diving) je akronim od engl. Self Contained Underwater Breathing Apparatus. Termin su prvi put upotrebili pripadnici američke vojne službe za vreme Drugog svetskog rata.
Ronjenje sa bocom je boravak pod vodom sa specijalnim bocama, koje nosi sam ronilac sa sobom i koje su napunjene komprimovanim vazduhom ili drugim gasnim mešavinama (npr. sa manje azota i više kiseonika ili helijuma), koje se zovu nitroks i trimiks) .
Postoje dva osnovna tipa ronilačkih aparata: sa otvorenim i sa zatvorenim krugom. Aparati sa otvorenim krugom preko specijalnog ventila ispuštaju izdahnuti vazduh u vodu. Koriste se uglavnom u rekreacionom ronjenju. Aparati zatvorenog kruga, u kojima se izdahnuti vazduh ponovo udiše nakon apsorpcije ugljen-dioksida iz izdahnutog vazduha i dodavanja kiseonika. Masovno su korišćeni pre nego što su aparati otvorenog kruga postali dostupni, posebno kod vojnih ronilaca.

## Istorija
Krajem XIX veka pojavljuju se prvi aparati koji pomažu ljudima da ostanu i rade više sati na dubinama od nekih desetak metara, i ti aparati uglavnom rade na principu apsorbovanja ugljen-dioksida i sve do 1930-ih godina ljudi su manje-više bili crevima vezani za površinu. 1930-ih godina francuska vlada pravi prve aparate za autonomno disanje pod vodom, ali usled nedostatka regulatora ti aparati bili su ograničeni na male dubine. 1942. Žak Kusto i Emil Ganjan zajedno rade na prepravljanju automobilskog regulatora koji će roniocu obezbediti vazduh automatski, na njegov najmanji udah. Kusto i Ganjan su njihov novi regulator sa ventilom na zahtev povezali sa crevima, usnikom i parom boca sa kompresovanim vazduhom. 1943. posle uspešne probe patentirali su Aqua Lung. Do danas su se aparati kao i ostala ronilačka oprema usavršavali ali je osnovni princip ostao isti.

## Ronilačka oprema
Ronilačku opremu možemo podeliti na osnovnu i ARO (Autonomnu ronilačku opremu - opremu za ronjenje sa bocom) i dodatnu opremu. Osnovna ronilačka oprema se sastoji od MPD (Maska, Peraja, Disalica), ronilačkog odela, pojas sa tegovima. U ARO opremu spadaju dvostepeni hidrostatski regulator (naprava koja omogućava da se vazduh iz boce pod vodom diše pod pritiskom okoline), boca, kompenzator plovnosti ili BCD. U dodatnu opremu spadaju manometar, dubinomer, kompas, ronilački kompjuter, vodootporni sat, nož, signalna bova, podvodna lampa.
Maska - služi da bi se jasno videlo pod vodom, sastoji se od temperovanog sigurnosnog stakla bez ili sa dioptrijom, obrazine, okvira i kaiša
Peraja - služe da olakšaju kretanje pod vodom i povećaju propulziju - mogu biti sa zatvorenim stopalom ili sa otvorenim stopalom, takođe postoje meka, tvrda i polutvrda u zavisnosti koliki otpor stvaraju prilikom pokreta pod vodom, isto tako mogu biti za svako stopalo po jedno peraje (iz milja kod ronilaca nazvane stereo) ili mono peraja kod kojih se oba stopala smeštaju jedno kraj drugog i pokret se vrši sa obe noge istovremeno.
Disalica - služi da omogući nesmetano disanje ronioca na površini kad osmatra dno ispod sebe, sastavni je deo opreme i kod ronilaca na dah i kod autonomnih ronilaca.
Ronilačko odelo - služi za zaštitu od pothlađivanja i do sunčevih zraka pod vodom. Napravljeno je od neoprena - penaste gume. Može biti jednodelno, dvodelno ili šorti - shorty, takođe može biti mokro, polusuvo i suvo.
Pojas sa tegovima - služi da bi se poništila pozitivna plovnost koja se dobija sa ronilačkim odelom
Dvostepeni hidrostatski regulator - služi da se vazduh koji je smešten u boci pod vodom diše pod pritiskom okoline
Boca - Rezervoar vazduha koji ronilac nosi sa sobom. Vazduh odnosno dišni medijum u boci se nalazi pod pritiskom koji može biti do 300 bar-a, najčešće su boce koje se pune do 200 bar-a. Boca može biti izrađena od čelika, legura aluminijuma ili kevlara. BOCA OBAVEZNO MORA BITI ATESTIRANA
Kompenzator plovnosti ili BCD - služi da olakša boravak ronioca na istoj dubini tako što se u njega iz boce dodaje vazduh ili se iz njega ispušta višak vazduha, on nije lift.

## Ronjenje u Srbiji i Crnoj Gori i klubovi
Kada su u pitanju tereni sa vidljivošću većom od 2 m u Srbiji nema mnogo mogućnosti. Broj ronjenja i lokacija uglavnom zavisi od članova i njihove orijentisanosti u ronjenju - da li više vole zarone u moru sa velikom vidljivošću ili u rekama i jezerima sa smanjenom vidljivošću, za ronjenja u Srbiji se koriste skoro svi vodeni tokovi (Reke; Dunav, Sava, Tisa, Morava - Jezera bilo da su prirodna ili veštačka i kanali Veliki bački kanal i DTD), jedini uslov je čista voda i dobar prilaz sa obale. Beogradski klubovi dosta zarona prave na Adi Ciganliji. U Crnoj Gori, najpopularnije lokacije su Žanjice i Jaz, ali postoje i mnoge druge dobre i lepe lokacije na Jadranu. Ronjenje kao sportsko rekreativna aktivnost zastupljena je na teritoriji Srbije od kraja 1960-ih, na teritoriji Vojvodine od 1970-ih (do sad u Vojvodini obučeno preko 3000 ronilaca od kojih je oko 400 aktivno u 15 klubova koji su preko SPAV-a (Savez organizacija Podvodnih Aktivnosti Vojvodine) članovi SOPAS-a (Savez Organizacija Podvodnih Aktivnosti Srbije. Na teritoriji Srbije danas se obuka ronilaca vrši po programu obuke ronilačkih škola CMAS, PADI, SDI, TDI, PSS, SSI, NAUI, SRDI. Sem u Beogradu, Novom Sadu i Nišu kao većim gradovima ronilački klubovi postoje u skoro svakom većem mestu u Srbiji.

## Discipline
Postoji nekoliko poddisciplina u skuba dajvingu, među kojima su wreck diving, ronjenje na lokacijama na kojima se nalaze potopljeni brodovi, ili neki drugi objekti, cave diving, ronjenje u podvodnim pećinama, ice diving, ronjenje ispod površina prekrivenih ledom. Kada skuba dajving pređe granice rekreativnog ronjenja, skuba postaje technical diving, odnosno tehničko ronjenje, ili ronjenje pod posebnim uslovima i opremom. Ice, wreck i cave diving mogu biti technical diving, u pitanju je druga kategorizacija.

## Međunarodne organizacije i obuka
Od mnoštva organizacija najpriznatije u svetu su CMAS, SDI, i PADI po čijim se sistemima polažu kursevi. Bez položenog kursa ne postoji mogućnost ronjenja sa bocom, jer se bez određene obuke ronjenje smatra opasnim. Svako se može baviti rekreativnim ronjenjem sem ako nema zdravstvenih problema, pogotovo kardiovaskularnog sistema. Da bi neko ronio sa opremom potrebno je da ima položen kurs po CMAS, SDI, ili PADI sistemu. U Srbiji se ovaj kurs može polagati u bilo kojem klubu koji je član SOPAS (Savez organizacija podvodnih aktivnosti Srbije).

## Spoljašnje veze
- Sopas - Savez organizacija podvodnih aktivnosti Srbije
- URS - Društvo Podvodnih Aktivnosti URS, Beograd
- Danubius - Ronilački klub Danubius, Novi Sad